# Aeroportul Craig Field
Aeroportul Craig Field (IATA: SEM, ICAO: KSEM, FAA LID: SEM) este un aeroport din Alabama, Statele Unite ale Americii ce deservește zona Selma.
Situat la o altitudine de 51 m, aeroportul dispune de 1 pistă.

## Infrastructură

### Piste
Aeroportul dispune de o singură pistă. Pista 15/33 are dimensiunile 8.014 picioare × 150 picioare. 